# Nic-nac

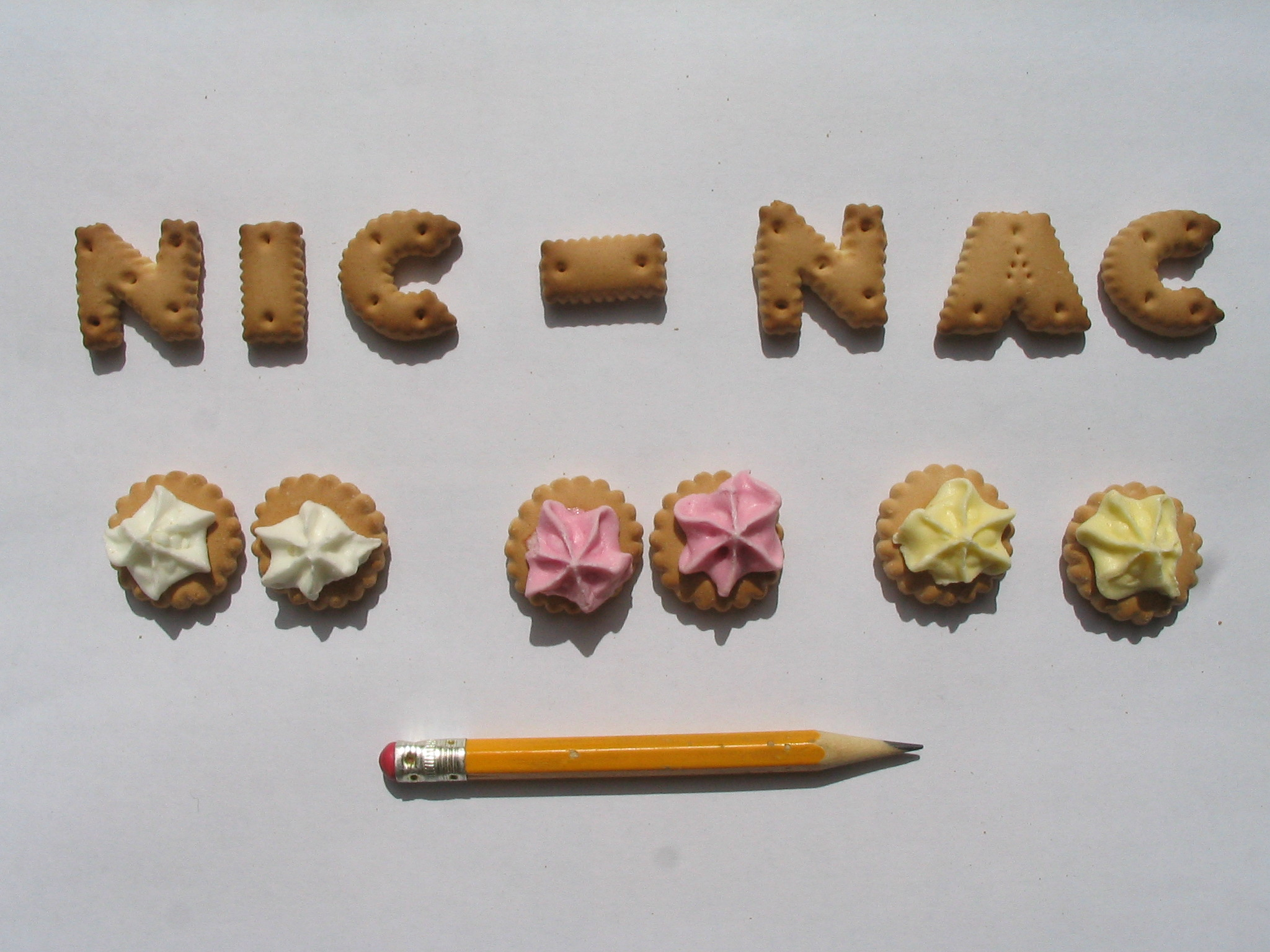
Nic-nacs et iced gems

Le nic-nac, ou nic nac, est un petit biscuit sec  au bord dentelé surmonté de sucre. Ces biscuits se vendent dans le commerce en Belgique, aux Pays-Bas et en Hauts-de-France.

## Origine
L'origine en est inconnue ; André Delcart émet l'hypothèse qu'elle pourrait être anglaise, le terme anglais knick-knack signifiant babiole.

## Typologie et dénomination
La forme la plus simple est celle de la lettre, qui permet de composer des mots comme lors d'un scrabble, ou d'un chiffre.
Le nic-nac rond surmonté d'une loquette de sucre glace posé à la douille rappelant la forme d'un mini-iceberg, de couleur blanche, rose ou jaune, est parfois appelé iced gem tandis que le plus grand, dont la base évoque une marguerite, est parfois nommé Daisy.
Le nic-nac porte, en Flandre et aux Pays-Bas, différents noms selon les régions : nic-nac'je dans le dialecte d'Anvers,  piknik en flamand occidental, karolientje en flamand oriental, letterkoekje, ABC-koekje ou ABC-letterkoekje en limbourgeois, mokske dans le pays de Waes, et mopke en Campine.

## Tradition
Ce biscuit est associé aux fêtes de la Saint-Nicolas qu'il soit distribué à la maison ou à l'école, mais il sert aussi de friandise pour les animaux domestiques ou captifs dans les zoos.